# Gadawa
Gadawa – wieś w Polsce położona w województwie świętokrzyskim, w powiecie buskim, w gminie Busko-Zdrój.
W latach 1975–1998 miejscowość administracyjnie należała do województwa kieleckiego.

## Historia
W wieku XIX Gadawa opisana była jako wieś i folwark, powiecie stopnickim, gminie Olganów, parafia Dobrowoda.
Według spisu z 1827 r. było tu 23 domów, 99 mieszkańców.
W XV w. należała do Jana Feliksa z Tarnowa kasztelana wiślickiego, herbu Leliwa. (Dług. 418 I). 
Folwark Gadawa z wsią tej  nazwy położony od Kielc wiorst 57, od Stopnicy wiorst 11, od Pińczowa wiorst 22, od Buska wiorst 10. Rozległość wynosi, mórg. 437, płodozmian 6 i 7-polowy.

Budynków murowanych było w nim 2, drewnianych 8. Ponadto dwa stawy, źródło solne ujęte w studnię na 100 stóp głęboką, wykopaną w r. 1825 przy poszukiwaniu soli.
Wieś Gadawa posiadała osad 19, gruntu mórg 114.